# 아드리아누 말레이아느
아드리아누 아폰수 말레이아느(Adriano Afonso Maleiane, 1949년 11월 6일~)는 모잠비크의 경제학자이자 정치인으로, 2022년부터 모잠비크의 총리를 맡고 있다.

## 생애
말레이아느는 에두아르두 몬들라느 대학에서 경제학을 전공하고, 런던 대학교에서 경영금융학 석사 학위를 받았다. 1991년부터 2006년까지 모잠비크 중앙은행인 모잠비크 은행의 총재를 지냈다. 2011년부터 2015년 1월까지 모잠비크 국유 개발 은행인 방쿠 나시오날 데 인베스티멘투(BNI)의 회장 겸 CEO를 역임하였다.
2015년 1월 19일부터 필리프 뉴시 대통령 내각에서 경제재정 장관을 역임하였으며, 2022년 3월 3일 총리로 임명되었다.